# Gary Payton
Gary Dwayne Payton (* 23. Juli 1968 in Oakland, Kalifornien) ist ein ehemaliger US-amerikanischer Basketballspieler, der von 1990 bis 2007 in der NBA aktiv war, 13 Jahre davon bei den Seattle SuperSonics. Payton gilt als einer der besten Point Guards und Verteidiger der NBA-Geschichte. Im Jahr 1996 gewann er als erster Point Guard den NBA Defensive Player of the Year Award. In der Saison 2005/06 gewann er mit den Miami Heat den NBA-Titel.

## Karriere
Der im kalifornischen Oakland aufgewachsene Payton gilt als einer der erfolgreichsten Basketballspieler in der Geschichte der Oregon State University. Dort spielte er von 1986 bis 1990. Mit 2172 Punkten in 120 Spielen stellte er eine neue Mannschaftsbestmarke auf, die erst im März 2020 von Tres Tinkle übertroffen wurde. Er trug in der Hochschulmannschaft die Rückennummer 20, die seit der Spielzeit 1996/97 nicht mehr vergeben wird, um auf diese Weise Paytons Verdienste und Leistungen zu ehren.
Payton wurde beim NBA-Draft 1990 an zweiter Stelle von den Seattle SuperSonics ausgewählt. Bei den Sonics, bei denen er bis 2003 spielte, hatte der 1,93 Meter große Point Guard seine beste Zeit. Im ersten Profijahr wurde er in das NBA All-Rookie Second Team berufen. Zusammen mit Detlef Schrempf und Shawn Kemp bildete Payton eines der besten Trios der Liga. Payton galt als einer der besten Verteidiger der Liga, weshalb er auch unter dem Spitznamen „The Glove“ bekannt ist, da er seine Gegenspieler ähnlich eng und beharrlich verteidigte, als seien sie von einem Handschuh eingeschlossen. Im Jahr 1996 spielte er seine erfolgreichste Saison und wurde zum besten Verteidiger der Liga gewählt. Er war der erste Guard seit Michael Jordan (1988), der diese Auszeichnung erhielt, und der einzige Point Guard überhaupt. Im selben Jahr holte er die Goldmedaille bei den Olympischen Spielen in Atlanta und führte die Sonics ins NBA-Finale, wo sie auf die Chicago Bulls trafen, die in diesem Jahr einen Rekord für Siege (72) innerhalb einer Saison aufgestellt hatten (im Jahr 2016 brachen die Golden State Warriors den Rekord, indem sie 73 Spiele gewannen). Die Finalserie verloren Gary Payton und die Sonics mit 2:4 nach Spielen. Vier Jahre später gewann Payton bei den Olympischen Spielen von Sydney im Jahr 2000 seine zweite Goldmedaille.
Als der Erfolg der Sonics einige Jahre später deutlich nachließ, dachte Payton öffentlich über einen Wechsel nach. Im Februar 2003 gaben die Sonics ihn an Milwaukee ab, weil davon ausgegangen wurde, dass Payton seinen im Sommer auslaufenden Vertrag nicht verlängern würde. Im Gegenzug wechselten unter anderem Ray Allen zu den Sonics. Die Mannschaft aus Milwaukee war allerdings auch kaum erfolgreich, sodass Payton nach Ablauf der Saison erneut wechselte. Er wollte nun endlich seinen ersten NBA-Meistertitel gewinnen und wechselte deshalb zu den Los Angeles Lakers um Superstar Shaquille O’Neal, die Anfang des Jahrtausends drei Meisterschaften in Folge gewannen. Die Lakers verloren das Finale gegen die Detroit Pistons im Folgejahr mit 1:4, wobei Payton im Point-Guard-Duell gegen den jüngeren Chauncey Billups deutlich das Nachsehen hatte. Nach Saisonende gaben die Lakers den mittlerweile 36-jährigen Payton an die Boston Celtics ab, wo Payton bis zu seinem Wechsel nach Miami spielte. In dieser Saison erzielte er seinen 20.000sten NBA-Punkt – eine Marke, die vor ihm nur 28 andere NBA-Profis erreichten. Mit den Miami Heat gelang ihm in der Saison 2005/06, in der Rolle eines Reservisten, der lang ersehnte Gewinn der NBA-Meisterschaft. Nach dem Gewinn des Titels spielte Payton noch ein weiteres Jahr, bevor er sich 2007 endgültig vom aktiven Sport zurückzog. 2013 wurde er in die Naismith Memorial Basketball Hall of Fame aufgenommen.
Nach seiner NBA-Karriere wurde Payton als Basketballkommentator tätig und arbeitete bis April 2015 für den Sportsender Fox Sports 1.

## Sonstiges
- Im Oktober 1996 gründete Payton seine eigene Stiftung, die Gary Payton Foundation, die sich für Kinder einsetzt, die in schlechten Verhältnissen aufwachsen.
- Paytons Sohn, Gary Payton II, gelang ebenfalls der Sprung in die NBA.[6]

## Auszeichnungen und Erfolge
- NBA-Meister 2006
- Defensive Player of the Year 1996
- 9× NBA All-Star: 1994–1998, 2000–2003
- 9× All NBA Team
  - 2× All-NBA First Team: 1998, 2000
  - 5× All-NBA Second Team: 1995–1997, 1999, 2002
  - 2× All-NBA Third Team: 1994, 2001
- 9× NBA All-Defensive Team
  - 9× NBA All-Defensive First Team: 1994–2002
- NBA All-Rookie Second Team: 1991
- Führte die Liga in Steals an: 1996
- meiste Assists (732): 2000
- meiste verwandelte Dreier (177): 2000
- meiste Dreierversuche (520): 2000
- alle Saisonspiele: 1991, 94, 95, 98, 99
- meiste erzielte Dreier in den Playoffs (41): 1996
- meiste Minuten in den Playoffs (911): 1996
- längste Spielzeit pro Spiel (45.5): 1997
- meiste Assists pro Spiel in den Playoffs (8.7): 2003
- 2× Basketball-Olympiasieger bei den Olympischen Spielen 1996 und 2000
- Zwischen 1995 und 1997 blieben seine Sonics 28-mal in Folge ungeschlagen, wenn er dabei mindestens 20 Punkte erzielte und auch 10 oder mehr Assists zustellte. Nur Wilt Chamberlain hat eine längere Serie (30 Spiele).